# Дмитровка (Угранский район)
Дмитровка — Деревня в Угранском районе Смоленской области России. Входит в состав Дрожжинского сельского поселения. 
Население — 12 жителей (2007 год). 
Расположена в юго-восточной части области в 33 км к северо-востоку от Угры, в 13 км восточнее автодороги Р132 Вязьма — Калуга — Тула — Рязань, на берегу реки Угра. В 19 км западнее от деревни находится железнодорожная станция О.п. 22-й км на линии Торжок-Брянск. 

## История
В годы Великой Отечественной войны деревня была оккупирована гитлеровскими войсками в октябре 1941 года, освобождена в марте 1943 года.